# Peder Villadsen (biskop)
Peder Villadsen, född den 8 mars 1610 i Viborg, död där den 22 februari 1673, var en dansk biskop, son till Villads Nielsen Brøns och far till historieskrivaren Niels Slange.
Peder Villadsen, som blev sockenpräst i Slagelse 1640 och sedan prost där, tillhörde prästerskapets representation vid riksdagen i Köpenhamn 1660. 
Peder Villadsen gjorde sig bemärkt som klok och verksam medhjälpare åt biskop Svane vid enväldets införande och erhöll till lön biskopsstolen i Viborg 1661.